# 山本喜久
山本喜久（日语：／ Yamamoto Yoshihisa，1950年11月21日—）是日本電機工程師和物理學家，NTT研究公司物理與信息學實驗室（PHI實驗室）的主任。他也是史丹佛大學和東京國立情報學研究所的名譽教授。

## 生平
山本喜久在1950年11月21日出生於東京都世田谷區。1973年，他獲得東京工業大學的學士學位。他繼續在東京工業大學就讀，1975年獲得碩士學位，1978年獲得博士學位。1978年至1992年，他在東京的NTT基礎研究實驗室工作。1992年起，他是美國史丹佛大學應用物理學和電機工程的教授，目前為名譽教授。2003年起，他還在東京國立情報學研究所擔任教授，目前為名譽教授。2019年，他成為位於美國加州矽谷的NTT PHI實驗室的創始董事。

## 研究工作
山本喜久在1980年代的科學重點是相干光纖通訊、光放大器中繼器系統、半導體雷射器中的光子數擠壓、量子非拆解（QND）測量和其他實驗性量子光學課題。山本喜久在這個時代的一些重要工作是關於如何在物理上實現光子數擠壓的建議、QND測量以及使用單原子和光子階段式門模型量子計算機。他在1990年代最突出的工作是半導體腔量子電動力學（特別是涉及微腔與量子井）和介觀設備的量子傳輸效應。
2000年代，他最重要的工作是開發光學活性量子點作為量子訊息處理的平台（既作為單光子源，又作為自旋量子位元的宿主）。另一項重要工作是關於激子-極子凝結效應。山本喜久還積極致力於安全理論的發展與量子密鑰分發協議的實現。這個時代具有里程碑意義的論文包括：展示來自單個量子點的無差別光子；提出雙激子串聯發射作為從單個量子點產生糾纏光子的方法（這是基本上所有QD糾纏光子源的基礎建議），以及使用光脈衝控制量子點中的單個自旋量子。
2010年代，他的工作是繼續探索量子點作為建立量子中繼器和量子計算機的平台。其中一個亮點是（與ETH的阿塔奇·伊馬莫格魯小組）共同首次展示量子點中的自旋與它所發射的光子之間的糾纏關係。關於激子極化激子的工作繼續進行。2012年起，山本喜久研究階段式模型容錯量子計算機所需的物理量子位元數量和預期計算時間，並率先開發出一種新型量子/古典混和計算機，稱為相干伊辛機（coherent Ising machine），其靈感來自數位相干光纖通訊和退化光參量振盪器的發展。

## 獲獎
山本喜久是美國光學學會（現為Optica）、美國物理學會和日本應用物理學會會士。1985年，山本喜久因其在相干光纖通訊面的早期工作而獲得日本電子、信息和通訊工程師協會（IEICE）的成就獎。1992年，他因在半導體雷射器中產生擠壓態的開創性工作而獲得仁科紀念獎和卡爾-蔡司獎。2000年，他獲得IEEE LEOS量子電子學獎和松尾獎。2005年，他獲得日本政府頒發的紫綬褒章。2010年，他在麻省理工學院擔任赫爾曼·安東·豪斯講師，並發表關於激子-極子凝聚的演講。2011年，他因其在量子點產單光子的開創性工作而獲得大川獎。2022年，他因其在相干伊辛機方面的開創性工作而獲得威利斯·蘭姆獎。

## 外部連結
- 山本喜久在史丹佛大學的個人網頁 （页面存档备份，存于）
- 山本喜久在NTT研究公司的個人網頁 （页面存档备份，存于）